# Палеа Лептокария
Вижте пояснителната страница за други значения на Лептокария.
Палеа Лептокария, или Палия Лептокария (на гръцки: Παλαία Λεπτοκαρυά, Η Παλαιά Λεπτοκαρυά, в превод Стара Лептокария), е бивше село в Централна Македония, Гърция, на територията на дем Дион-Олимп в област Западна Македония.

## География
Селото се намира на 340 m или 400 m надморска височина в подножието на Олимп, на 4 km югозападно от днешното градче Лептокария между местностите Луки и Влукани.

## История
Южно от Палеа Лептокария са развалините на античния град Либетра.
Селото в края на XIX век е гръцко селище в Османската империя. Името му е Лептокариес (Λεπτοκαρυές) или Лефтокариес (Λεφτοκαρυές), което означава „лешникови дървета“.
След Балканските войни (1912 – 1913) попада в Гърция. В 1914 година комисията по имената на селищата в Македония променя името на Лептокария.
Жителите на Лептокария традиционно се занимават със земеделие и скотовъдство.
След Гражданската война в Гърция (1946 – 1949) жителите на Лептокария се преместват на морския бряг, където се основава градчето Лептокария. Старото село започва да носи името Палеа Лептокария.
В селото са запазени няколко къщи, както и опожаряваната от османците гробищна църква „Света Троица“ и разрушената църква „Свети Николай“ в центъра на селото.
На празника Света Богородица Животворящ източник, петък след Великден, в Палеа Лептокаря става традиционен фестивал с македонски танци и песни.